# 索佩拉
索佩拉，是西班牙阿拉贡自治区韦斯卡省的一个市镇。总面积44平方公里，总人口105人（2001年），人口密度2人/平方公里。